# Kasabian (альбом)
 Kasabian — однойменний дебютний альбом британського гурту Kasabian, випущений у 2004 році. Платівка зайняла четверте місце у британських чартах, з альбому вийшло чотири сингла, У різних країнах альбом вийшов з різними кольорами обкладинки.
Британська версія була чорна та біла, версія британського імпорту — чорний і червоний, а американська версія була чорного і синього кольору. Японська 'Ultimate Edition' була срібна (металік) і біла.

## Список композиций
| #   | Назва                         | Тривалість |
| --- | ----------------------------- | ---------- |
| 1.  | «Club Foot»                   | 3:34       |
| 2.  | «Processed Beats»             | 3:08       |
| 3.  | «Reason Is Treason»           | 4:35       |
| 4.  | «I.D.»                        | 4:47       |
| 5.  | «Orange»                      | 3:53       |
| 6.  | «L.S.F. (Lost Souls Forever)» | 5:42       |
| 7.  | «Running Battle»              | 4:45       |
| 8.  | «Test Transmission»           | 3:55       |
| 9.  | «Pinch Roller»                | 1:13       |
| 10. | «Cutt Off»                    | 4:38       |
| 11. | «Butcher Blues»               | 4:28       |
| 12. | «Ovary Stripe»                | 3:50       |
| 13. | «U Boat»                      | 10:51      |

- Трек «U Boat» містить прихований трек «Reason Is Treason (Jacknife Lee Mix)»
- «Orange», «Pinch Roller» разом з «Ovary Stripe» не були спочатку представлені на американському виданні альбому, тим не менш вони є на перевиданні альбому 2005-го року

## Лімітоване видання з DVD
Обмеженим тиражем вийшло видання платівки разом з DVD диском. На DVD був представлений такий матеріал:
Reason Is Treason відео-кліп: Club Foot відео-кліп: L.S.F (Lost Souls Forever) відео-кліп: Making Of Club Foot відео-кліп: Making Of L.S.F (Lost Souls Forever) відео-кліп: Field Of Dreams (знято на фестивалі Farmstock у травні 2005)

## Чарти

### Щотижневі чарти
| Чарт (2004–05)                       | Найвища позиція |
| ------------------------------------ | --------------- |
| Нідерланди Dutch Albums (MegaCharts) | 72              |
| Франція French Albums (SNEP)         | 70              |
| Ірландія Irish Albums (IRMA)         | 22              |
| Італія Italian Albums (FIMI)         | 56              |
| Japanese Albums (Oricon)             | 17              |
| Велика Британія UK Albums (OCC)      | 4               |
| США Billboard 200                    | 94              |

### Чарти на кінець року
| Чарт (2004)     | Позиція |
| --------------- | ------- |
| UK Albums (OCC) | 77      |
| Чарт (2005)     | Позиція |
| UK Albums (OCC) | 44      |
| Чарт (2006)     | Позиція |
| UK Albums (OCC) | 164     |

## Сертифікації
| Регіон                                                                                          | Сертифікація  | Продажі   |
| ----------------------------------------------------------------------------------------------- | ------------- | --------- |
| Велика Британія (BPI)                                                                           | 3× Платиновий | 1,049,586 |
| *продажі, що базуються лише на сертифікаціях ^відвантаження, що базуються лише на сертифікаціях |               |           |